# انبو، گانگدانگ
انبو، گانگدانگ (به لاتین: Anbu, Guangdong) یک منطقهٔ مسکونی در جمهوری خلق چین است که در چاو ان واقع شده‌است.